# Sitio de Constantinopla (674-678)
El sitio de Constantinopla, que se libró entre 674 y 678, fue uno de los principales conflictos de la guerra entre bizantinos y árabes. Asimismo, fue una de las numerosas veces que se pusieron a prueba las defensas de Constantinopla. Se luchó entre el Imperio bizantino y el Califato Omeya. Muawiya I, que se había convertido en el gobernante de la dinastía imperial árabe tras la guerra civil, asedió Constantinopla, bajo el mando de Constantino IV. En esta batalla, los omeyas fueron incapaces de abrir una brecha en las Murallas Teodosianas, que bloqueaban la ciudad a lo largo del Bósforo. La llegada del invierno obligó a los sitiadores a replegarse a su base en la ciudad de Cízico, en la otra orilla del mar de Mármara, a 80 kilómetros de distancia.
Justo antes del asedio, un sirio cristiano llamado Kallinikos (Calínico) de Heliópolis había inventado para el Imperio bizantino una devastadora nueva arma, que vino a ser conocido como el "fuego griego". La armada bizantina lo utilizó decisivamente para derrotar de la marina omeya en el mar de Mármara, que levantó el asedio, y en la posterior batalla de Silea, en las costas de Panfilia, el año 678. 
El cronista Teófanes resumía así el largo asedio de cuatro años:

"Aquel año, la flota de los enemigos de Dios de la que he hablado, abordó en Tracia, desde la extremidad del Hebdemon, aún llamado Magnauras, al Oeste, hasta el promontorio llamado Kuklo, en la extremidad este. Todos los días los combates duraban de mañana a tarde, entre la Puerta de Oro y Kurlobien. Atacaban y eran rechazados, y así desde el mes de abril al de septiembre. Rechazados, los árabes se dirigen hasta Cízico, la toman y pasan allí el invierno, pero a la llegada de la primavera volvían a trabar combate naval con los cristianos. Durante siete años habían actuado así y, para su vergüenza, gracias a la ayuda de Dios y de la madre de Dios, perdieron gran número de soldados, padecieron gran dolor y huyeron muy a su pesar. En su huida, aquella flota que estaba predestinada al castigo divino. fue desviada a la región de Silea por una tempestad y huracán impetuosos y allí quebró y fue enteramente destruida. Por su parte, Sufian hijo, segundo hermano de Auf, trabó combate contra Floras, Petrenas y Cipriano, que mandaban la flota romana. Treinta mil árabes murieron. Por entonces había huido a territorio romano un arquitecto de Heliópolis de Siria llamado Calínico, inventor del fuego marino, gracias al cual los navíos árabes se incendiaron y todas sus tripulaciones se quemaron. Así los romanos volvieron vencedores y descubrieron el fuego marino".

Esta victoria aplazó la expansión omeya hacia Europa durante casi treinta años. Los árabes no emprenderían una nueva ofensiva sobre la capital imperial hasta el asedio árabe de 718.
La derrota, al igual que en el segundo asedio, se produjo ya que las murallas de Constantinopla eran imposibles de penetrar con el armamento de esa época (aun así las inmensas bombardas otomanas tuvieron mucho trabajo para lograrlo en 1453) y que la situación no estaba en condiciones para aguantar un sitio de mucho tiempo, ya sea por razones políticas internas o por militares. Esta es una de las pruebas del poderío de las murallas de Constantinopla, que sólo fue tomada al asalto en dos ocasiones (1204 y 1453).
- Datos: Q399482